# 73e méridien ouest
En géographie, le 73e méridien ouest est le méridien joignant les points de la surface de la Terre dont la longitude est égale à 73° ouest.

## Géographie

### Dimensions
Comme tous les autres méridiens, la longueur du 73e méridien correspond à une demi-circonférence terrestre, soit 20 003,932 km. Au niveau de l'équateur, il est distant du méridien de Greenwich de 8 126 km,.
Avec le 107e méridien est, il forme un grand cercle passant par les pôles géographiques terrestres.

### Régions traversées
En commençant par le pôle Nord et descendant vers le sud au pôle Sud, Le 73e méridien ouest passe par:
| Coordonnées          | Pays, territoire ou mer | Notes |
| -------------------- | ----------------------- | --- |
| 90° 00′ N, 73° 00′ O | Océan Arctique          | |
| 83° 04′ N, 73° 00′ O | Canada                  | Nunavut, Île d'Ellesmere |
| 79° 45′ N, 73° 00′ O | Détroit de Nares        | |
| 78° 11′ N, 73° 00′ O | Groenland               | Cap Alexander |
| 78° 09′ N, 73° 00′ O | Baie de Baffin          | Passe juste à l'ouest de l'île Appasuak, Groenland (à 77° 26′ N, 72° 48′ O) Passe par l'archipel Kitsissut (en), Groenland (à 76° 42′ N, 72° 48′ O)                 |
| 71° 26′ N, 73° 00′ O | Canada                  | Nunavut – Île Dexterity (en), île Tuujjuk et l'Île de Baffin |
| 68° 13′ N, 73° 00′ O | Bassin de Foxe          | |
| 66° 43′ N, 73° 00′ O | Canada                  | Nunavut – Île de Baffin |
| 64° 05′ N, 73° 00′ O | Détroit d'Hudson        | |
| 62° 11′ N, 73° 00′ O | Canada                  | Québec – passe par l'Archipel du Lac Saint-Pierre |
| 45° 01′ N, 73° 00′ O | États-Unis              | Vermont Massachusetts – à partir de 42° 44′ N, 73° 00′ O Connecticut – à partir de 42° 02′ N, 73° 00′ O (passe juste à l'ouest de New Haven à 41° 18′ N, 72° 55′ O) |
| 41° 13′ N, 73° 00′ O | Long Island Sound       | Île Charles (en) |
| 40° 58′ N, 73° 00′ O | États-Unis              | New York – Long Island |
| 40° 41′ N, 73° 00′ O | Océan Atlantique        | |
| 22° 25′ N, 73° 00′ O | Bahamas                 | Île de Mayaguana |
| 22° 22′ N, 73° 00′ O | Océan Atlantique        | |
| 21° 33′ N, 73° 00′ O | Bahamas                 | Île Little Inagua |
| 21° 27′ N, 73° 00′ O | Océan Atlantique        | Passe juste à l'est de l'île de Great Inagua, Bahamas (à 21° 18′ N, 73° 00′ O) Passe juste à l'est de l'Île de la Tortue, Haïti (à 20° 03′ N, 72° 58′ O)            |
| 19° 55′ N, 73° 00′ O | Haïti                   | Île Hispaniola |
| 19° 36′ N, 73° 00′ O | Mer des Caraïbes        | Golfe de la Gonâve |
| 18° 54′ N, 73° 00′ O | Haïti                   | Île de La Gonâve |
| 18° 45′ N, 73° 00′ O | Mer des Caraïbes        | Golfe de la Gonâve |
| 18° 28′ N, 73° 00′ O | Haïti                   | Île Hispaniola – Péninsule de Tiburon |
| 18° 11′ N, 73° 00′ O | Mer des Caraïbes        | |
| 11° 30′ N, 73° 00′ O | Colombie                | |
| 9° 46′ N, 73° 00′ O  | Venezuela               | |
| 9° 17′ N, 73° 00′ O  | Colombie                | |
| 2° 23′ S, 73° 00′ O  | Pérou                   | |
| 5° 44′ S, 73° 00′ O  | Brésil                  | Amazonie Acre – à partir de 7° 28′ S, 73° 00′ O |
| 8° 56′ S, 73° 00′ O  | Pérou                   | |
| 9° 10′ S, 73° 00′ O  | Brésil                  | Acre |
| 9° 25′ S, 73° 00′ O  | Pérou                   | |
| 16° 31′ S, 73° 00′ O | Océan Pacifique         | |
| 36° 44′ S, 73° 00′ O | Chili                   | Passe juste à l'est de Concepción |
| 41° 30′ S, 73° 00′ O | Golfe d'Ancud           | |
| 42° 15′ S, 73° 00′ O | Golfe de Corcovado      | |
| 43° 17′ S, 73° 00′ O | Chili                   | Continent, Île Magdalena, et le continent à nouveau |
| 49° 01′ S, 73° 00′ O | Argentine               | |
| 50° 46′ S, 73° 00′ O | Chili                   | Continent, Île Riesco et Île Santa Inés |
| 54° 05′ S, 73° 00′ O | Océan Pacifique         | |
| 54° 28′ S, 73° 00′ O | Chili                   | Île Noir |
| 54° 29′ S, 73° 00′ O | Océan Pacifique         | |
| 60° 00′ S, 73° 00′ O | Océan Austral           | |
| 69° 40′ S, 73° 00′ O | Antarctique             | Île Alexander et le continent – – Liste des territoires revendiqués par le Argentine , le Chili et le Royaume-Uni                                                   |